# Сто франков «Бонапарт»
Сто франков Бонапарт — французская банкнота, эскиз которой разработан 5 марта 1959 года и выпускалась Банком Франции с 4 января 1960 года до замены на банкноту сто франков Корнель.

## История
Эта банкнота принадлежит к серии «Знаменитые люди Франции», их деятельность привела к созданию современной Франции как государства. На других банкнотах в этой серии: Тысяча франков Ришельё, Пятьсот франков Виктор Гюго и Пятьдесят франков Генрих IV. Банкнота имеет аббревиатуру NF. Банкнота выпускалась с марта 1959 по апрель 1964 года, а с 30 апреля 1971 года перестала быть законным платёжным средством. Банкнота 100 новых франков Бонапарт пользовалась плохой репутацией благодаря фальшивомонетчику Чеславу Боярскому, который изготовил большое количество высококачественных поддельных банкнот Сто франков Бонапарт в начале 1960-х годов.

## Описание
Рисунок банкноты такой же, как и у банкноты Десять тысяч франков Бонапарт. На переднем плане надпись слова «NF 100» и «Сто новых франков», которые появились на банкнотах после реформы 1958 года. На реверсе цифра «10.000» заменена на «100».

## Также
- Французский франк
- Десять тысяч франков Бонапарт.